# Тишимля
Тиши́мля — упразднённая деревня, существовавшая в Железногорском районе Курской области. На момент упразднения входила в состав Большебобровского сельсовета. С 1979 года является частью деревни Городное.

## География
Располагалась при впадении ручья Тишимли в реку Чёрная Смородина.

## История
В XVIII веке Тишимля входила в состав Речицого стана Кромского уезда. Обозначена на генеральной карте Орловской губернии 1801 года как деревня в составе Дмитровского уезда. Население Тишимли было приписано к приходу Троицкого храма соседнего села Большебоброво. По данным 1860 года принадлежала князю Петру Ивановичу Трубецкому. В 1866 году в бывшей владельческой деревне Тишимле был 21 двор, проживало 185 человек (83 мужского пола и 102 женского), действовали 2 маслобойни. В 1861—1923 годах Тишимля входила в состав Большебобровской волости Дмитровского уезда. В начале XX века в деревне действовала земская школа.
Во время Октябрьской революции, в ноябре 1917 года крестьяне Тишимли участвовали в разграблении имения Марии Павловны Шамшевой в Большебоброво. В марте 1919 года жители деревни участвовали в антисоветском восстании.
В 1926 году в деревне было 75 хозяйств (в т.ч. 74 крестьянского типа), проживало 442 человека (191 мужского пола и 251 женского), действовали: школа 1-й ступени, школа молодёжи, красный уголок. В то время Тишимля входила в состав Городновского сельсовета Волковской волости Дмитровского уезда. С 1928 года в составе Михайловского (ныне Железногорского) района.  В 1-й половине 1930-х годов вошла в состав Большебобровского сельсовета. В 1937 году в деревне было 45 дворов. Во время Великой Отечественной войны, с октября 1941 года по февраль 1943 года, находилась в зоне немецко-фашистской оккупации. Школа в деревне действовала до 1960-х годов.
Присоединена к деревне Городное в 1979 году. Название «Тишимля» в настоящее время носит улица в Городном, соответствующая территории бывшей деревни.

## Население
| Годы      | 1866 | 1926 |
| --------- | ---- | ---- |
| Население | 185  | 442  |

## Персоналии
- Сургучёв, Сергей Анатольевич — писатель-краевед. Родился в Тишимле.